# Villa Oskar Möbius
Die Villa von Oskar Möbius liegt in der Lindenaustraße 9 im Stadtteil Niederlößnitz der sächsischen Stadt Radebeul. Das mitsamt Nebengebäude sowie Einfriedung und Toranlage unter Denkmalschutz stehende Gebäude wurde, ebenso wie das zeitgleich errichtete Nebengebäude (heute Lindenaustraße 9a), 1907/1908 von dem Werdauer Baumeister Oskar Möbius auf dem Areal der Villenkolonie Altfriedstein errichtet.

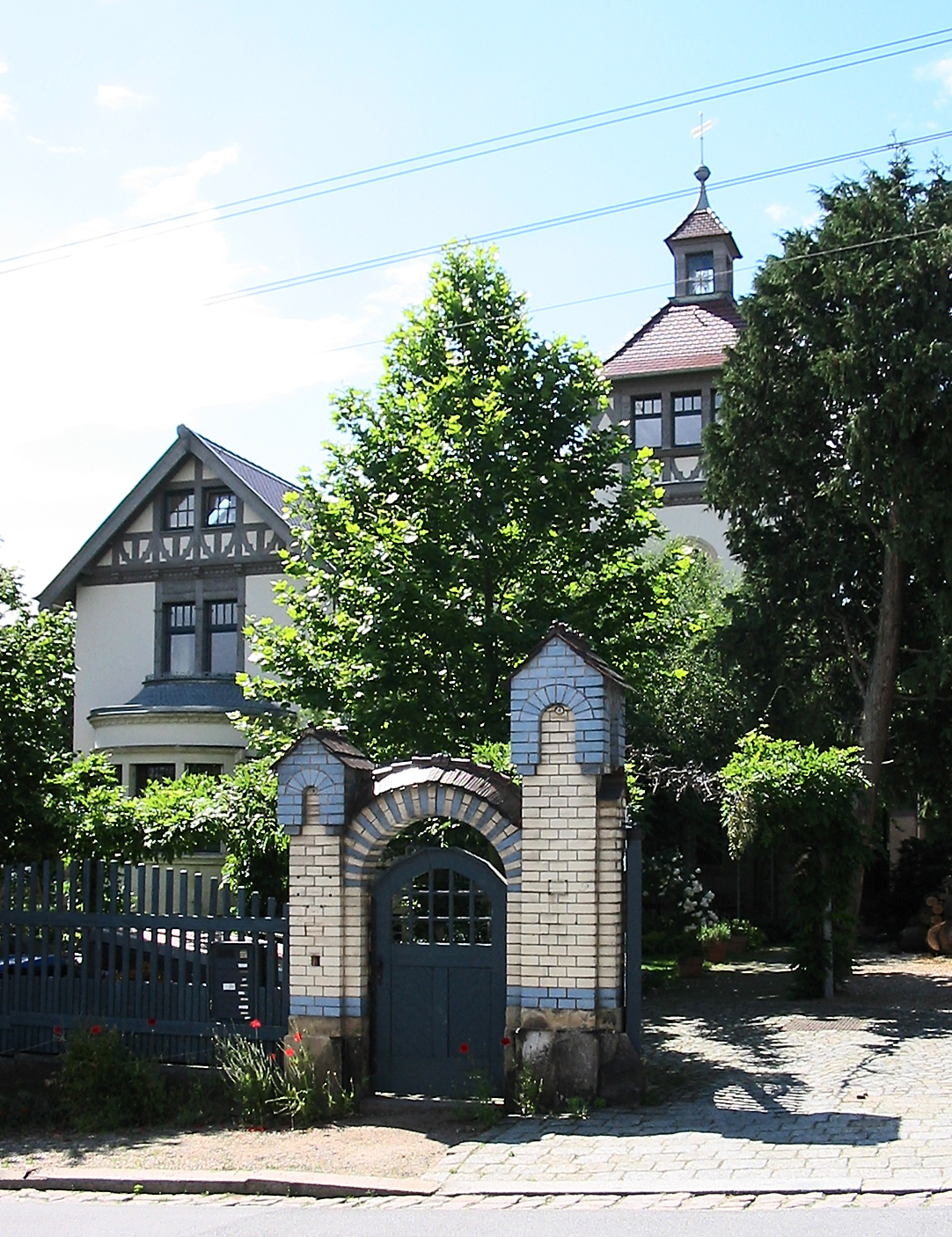
Villa Oskar Möbius

## Beschreibung

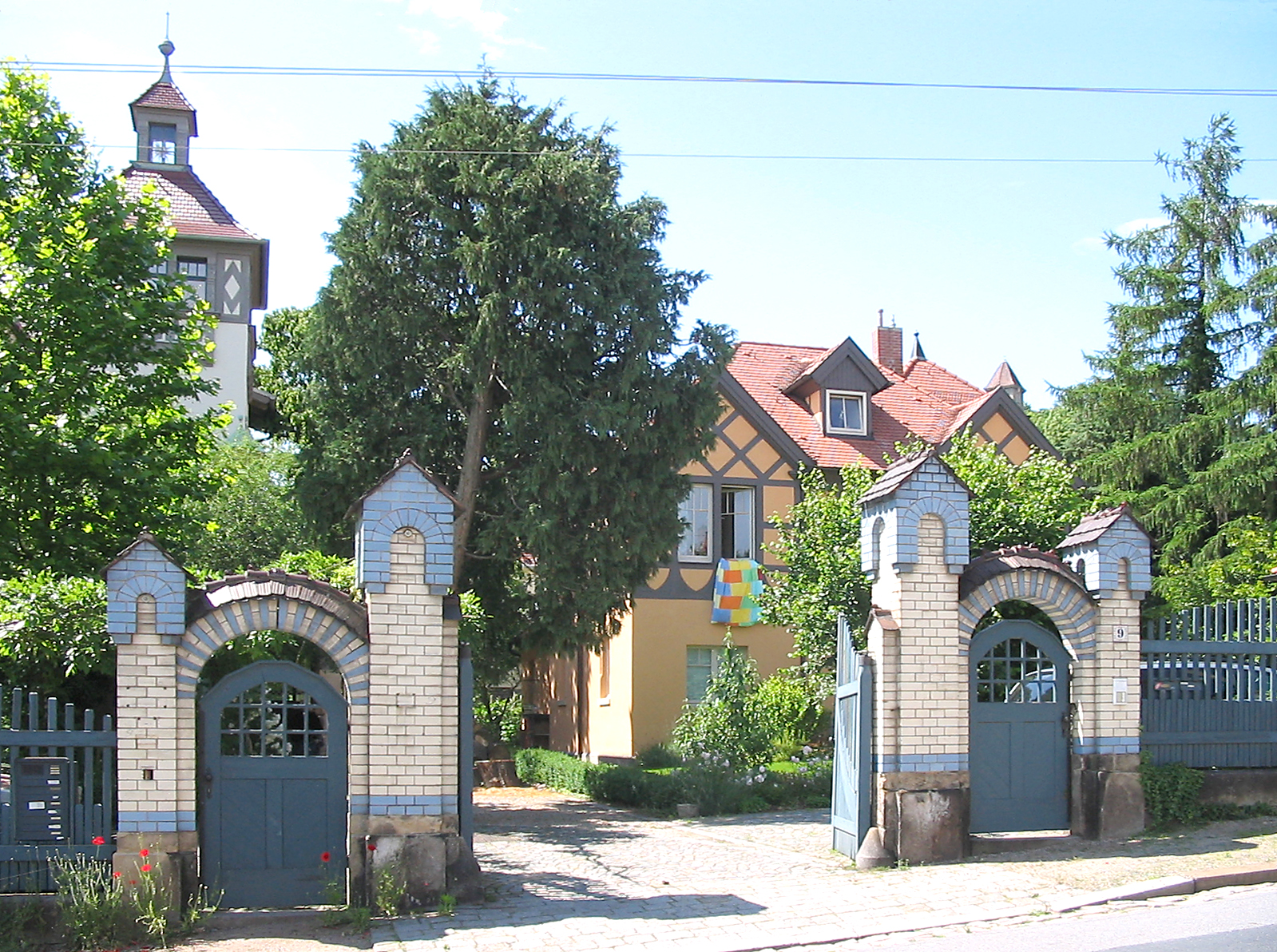
Nebengebäude der Villa Oskar Möbius (re.), im Vordergrund das gemeinsame Tor.

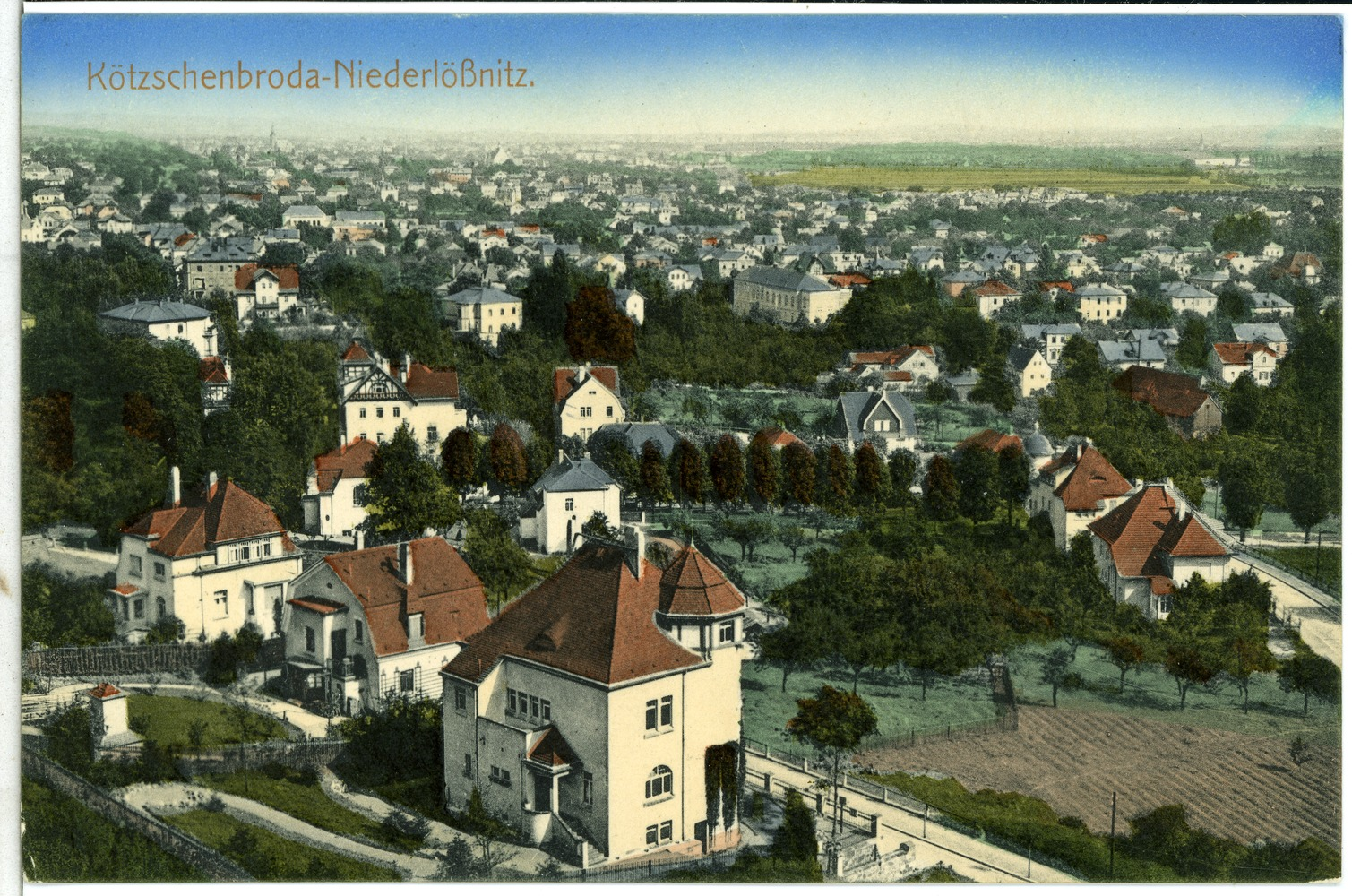
Ansichtskarte 1908, kurz nach Fertigstellung der Villa (linke Bildmitte)

Die Villa und ihr Nebengebäude liegen von der Straße nach hinten versetzt etwa in der Mitte des ehemals auf der Rückseite bis zur Ludwig-Richter-Allee reichenden Grundstücks. Erst später wurde an der Ludwig-Richter-Allee ein Grundstück von etwa einem Drittel Tiefe abgetrennt, um dort ein Gebäude unter der Hausnummer 34 errichten zu können.
Die gemeinsame Einfriedung des Grundstücks an der Lindenaustraße besteht aus einer geschwungenen Toreinfahrt zwischen Pfeilern aus weißen und lilablau glasierten Backsteinen mit Ziegeldächern, begleitet auf beiden Seiten von rundbogigen Pforten. Die sich nach beiden Seiten anschließenden, ebenfalls geschwungenen Holzlattenzaunfelder sitzen ebenfalls zwischen gemauerten Pfeilern mit Dach.

### Villa (Lindenaustraße 9)
Die zweigeschossige Villa liegt auf der linken Seite der Straßenansicht, so dass sie auf der Sonnenseite des Grundstücks, nach Süden abfallend, den größten Teil des Gartens vor sich liegen hatte.
Das Gebäude mit malerisch ausgebildeten Putzfassaden hat ein flaches Walmdach. Auf der linken Seite der Straßenansicht steht ein Seitenrisalit mit einem Sparrengiebel sowie einer vorgelagerten, halbrunden Veranda. Auf der rechten Seite dieser Ansicht steht ein dreigeschossiger Turm mit Zeltdach, obenauf eine Laterne mit Kugelspitze und Windweiser. Das oberste Geschoss des Turms ist in Fachwerk ausgebildet. Mittig zwischen Turm und Risalit steht eine zweigeschossige Veranda, deren oberes Geschoss aus Holz mit einem rundbogigen Fenster versehen ist.
In der rechten Seitenansicht befindet sich der Eingang in einem Vorbau mit Fachwerkgiebel. In der linken Seitenansicht befindet sich ein zurückgesetzter Risalit, ebenfalls mit einem Fachwerkgiebel, vor dem Risalit befindet sich wiederum ein Standerker.

### Nebengebäude (Lindenaustraße 9a)
Das ursprüngliche Nebengebäude, das heute die Adresse Lindenaustraße 9a trägt, befindet sich in einer Flucht mit dem Hauptgebäude, der Villa. Der ebenfalls zweigeschossige Bau hat eine symmetrische Hauptansicht zur Straße mit einem Walmdach und zwei davorsitzenden seitlichen Dreiecksgiebeln.
Das Obergeschoss des Putzbaus ist mit Zierfachwerk verkleidet.
In der rechten Seitenansicht steht ein niedriger dreigeschossiger Turm, ebenfalls mit einem Zeltdach. Auf der Rückseite des Gebäudes befindet sich ein eingeschossiger Garagenanbau.

## Geschichte
Die Entwicklung der Villenkolonie Altfriedstein schuf parallel zu der bis zum Herrenhaus Altfriedstein verlängerten oberen Ludwig-Richter-Allee eine neue Straße (Planstraße O), die, beginnend an der Einmündung der Planstraße B (oberer Teil des Prof.-Wilhelm-Rings) in die Moritzburger Straße, einem bestehenden Weg entlang der östlichen Arealsgrenze bergab folgend bis zur heutigen Winzerstraße verlief. Nach Fertigstellung des zwischen 1901 und 1903 erfolgten Straßenausbaus wurde diese Straße am 5. Februar 1903 als Lindenaustraße an die Landgemeinde Niederlößnitz übergeben.
Nachdem ab dem Jahr 1905 auch Bauparzellen ohne Architektenbindung verkauft wurden, beantragte Ende März 1907 der Werdauer Baumeister Oskar Möbius, auf vier zusammenhängenden Parzellen zwischen der Lindenaustraße und der Ludwig-Richter-Allee, ein Einfamilienwohnhaus nebst Stallgebäude mit Wohnung errichten zu dürfen.
Die Rohbaufertigstellung durch den Kötzschenbrodaer Baumeister Alfred Große erfolgte Ende Juni, und die Ingebrauchnahmegenehmigung erging am 11. Januar 1908.
Im Jahr 1935 erfolgte der Einbau von zwei Wohnungen in das Nebengebäude sowie der Neubau einer Garage.
Die Bauherrschaft wurde für die Instandsetzung ihres Anwesens anlässlich des Radebeuler Bauherrenpreises 2004 mit einer Anerkennung in der Kategorie Denkmalsanierung ausgezeichnet.